# TWS (zespół muzyczny)
TWS (kor. 투어스) – południowokoreański boysband założony i zarządzany przez Pledis Entertainment. Grupa składa się z sześciu członków: Shinyu, Dohoon, Youngjae, Hanjin, Jihoon i Kyungmin. Zadebiutowali 22 stycznia 2024 roku z minialbumem Sparkling Blue.

## Historia

### Działalność przeddebiutowa
7 listopada 2023 roku Pledis Entertainment ogłosiło swoje plany dotyczące utworzenia nowego boysbandu w pierwszym kwartale 2024 roku. Członkowie wówczas jeszcze grupy, z zakrytymi twarzami, zostali po raz pierwszy przedstawieni przez członka Seventeen, Hoshi'ego, podczas wydarzenia SVT Caratland w 2023 roku. 21 grudnia 2023 roku ogłoszono nazwę grupy, TWS, a agencja wyjaśniła, że nazwa pochodzi od hasła grupy „twenty-four-seven with us” („dwadzieścia cztery godziny na dobę, odzwierciedlając zobowiązanie grupy do utrzymania trwałego kontaktu z fanami. 3 stycznia 2024 roku firma zegarmistrzowska TWMStrap oskarżyła grupę o plagiat logo firmy, ogłaszając swoje zamiary złożenia skargi sądowej przeciwko agencji.

### 2024: Debiut zSparkling Blue
TWS planuje wydać swój debiutancki minialbum Sparkling Blue 22 stycznia 2024 roku. Producent i dyrektor generalny Pledis Entertainment, Han Sung-soo, stanął na czele produkcji tego albumu. Przed premierą minialbumu, sekstet wydał przedpremierowy singiel „Oh MyMy:7s”.

## Członkowie
| Pseudonim   | Pseudonim | Prawdziwe imię               | Kraj             | Data urodzenia      |
| Latynizacja | Hangul    | Prawdziwe imię               | Kraj             | Data urodzenia      |
| ----------- | --------- | ---------------------------- | ---------------- | ------------------- |
| Shinyu      | 신유      | Shin Jung-hwan (kor. 신정환) | Korea Południowa | 7 listopada 2003    |
| Dohoon      | 도훈      | Kim Do-hoon (김도훈)         | Korea Południowa | 30 stycznia 2005    |
| Youngjae    | 영재      | Choi Young-jae (최영재)      | Korea Południowa | 31 maja 2005        |
| Hanjin      | 한진      | Hán Zhèn (韩振)              |                  | 5 stycznia 2006     |
| Jihoon      | 지훈      | Han Ji-hoon (한지훈)         | Korea Południowa | 28 marca 2006       |
| Kyungmin    | 경민      | Lee Kyung-min (이경민)       | Korea Południowa | 2 października 2007 |

## Dyskografia

### Minialbumy
| Rok  | Dane dot. albumu                                                                                        | Najwyższa pozycja | Najwyższa pozycja | Najwyższa pozycja | Najwyższa pozycja | Sprzedaż                       |
| Rok  | Dane dot. albumu                                                                                        | KOR (Circle)      | JPN (Oricon)      | JPN Hot           | US World Albums   | Sprzedaż                       |
| ---- | --- | ----------------- | ----------------- | ----------------- | ----------------- | ------------------------------ |
| 2024 | Sparkling Blue - Wydany: 22 stycznia 2024 - Wytwórnia: Pledis - Format: CD, digital download, streaming | 1                 | 3                 | 4                 | 6                 | - KOR: 532 296+ - JPN: 39 220+ |
| 2024 | Summer Beat! - Wydany: 24 czerwca 2024 - Wytwórnia: Pledis - Format: CD, digital download, streaming    | 1                 | 2                 | 2                 | 14                | - KOR: 568 635+ - JPN: 38 695+ |

### Single
Single cyfrowe
| Rok                                                       | Tytuł                        | Najwyższa pozycja | Najwyższa pozycja | Najwyższa pozycja | Album          |
| Rok                                                       | Tytuł                        | KOR               | KOR               | WW                | Album          |
| Rok                                                       | Tytuł                        | Circle            | Songs             | WW                | Album          |
| --------------------------------------------------------- | ---------------------------- | ----------------- | ----------------- | ----------------- | -------------- |
| 2024                                                      | „Oh MyMy:7s”                 | –                 | –                 | –                 | Sparkling Blue |
| 2024                                                      | „Plot Twist”                 | 3                 | –                 | 146               | Sparkling Blue |
| 2024                                                      | „Hey! Hey!”                  | 125               | –                 | –                 | Summer Beat    |
| 2024                                                      | „If I'm S, Can You Be My N?” | 35                | –                 | –                 | Summer Beat    |
| 2024                                                      | „Uptown Girl”                | –                 | –                 | –                 | –              |
| „–” oznacza, że singiel nie był notowany na danej liście. |                              |                   |                   |                   |                |